# VV HSV
Voetbalvereniging HSV, voluit Heiloër Sport Vereniging, is een amateurvoetbalclub uit het Nederlandse dorp Heiloo (provincie Noord-Holland). De vereniging werd opgericht op 1 juni 1930 en ging toen spelen in de Diocesane Haarlemsche Voetbal Bond (DHVB).
De thuisbasis van HSV is Sportpark Het Maalwater. Het eerste herenelftal van de vereniging komt uit in de Tweede klasse zondag (seizoen 2020/2021).
Het ontstaan van HSV werd voorafgegaan door de oprichting van VVH op 11 maart 1921. Deze club werd opgeheven op 10 november 1929, waarna de overgebleven leden werden opgenomen in de toenmalige Alkmaarse voetbalclub Alcmaria Victrix.
In de beginjaren speelde HSV in een eenvoudig wit shirt, met zwarte broek. Later, vermoedelijk in 1932, worden de clubkleuren gewijzigd; Het wordt een rode broek en een blauw shirt met een rode kraag en rode manchetten. In 1937 is toenmalige secretaris Henk Pel zo enthousiast over het tenue van Go Ahead uit Deventer, destijds een topclub uit Oost Nederland, dat hij het liefst HSV ook in dit tenue ziet spelen. Zijn wens gaat in vervulling en vanaf het seizoen 1937/1938 spelen de HSV-ers in rode broeken, een rood shirt met in de lengterichting een gele baan en gele manchetten en rood-geel geringde kousen. tientallen jaren later speelt de vereniging uit Heiloo nog altijd in deze kleuren.
Nadat de club in het seizoen 2016/2017 kampioen werd van de 3e klasse, deden ze het seizoen erna meteen weer mee om het kampioenschap. Op de laatste speeldag moest zou een onderling duel met Zaanlandia bepalen wie er kampioen werd. HSV moest daarvoor wel met twee doelpunten verschil winnen. Toen een aantal minuten voor het einde de gelijkmaker van Zaanlandia een einde maakte aan de kampioensdroom van de Heilooërs, schakelden zij over naar plan B; ruim verliezen om ten koste van Kolping Boys deel te mogen nemen aan de nacompetitie. Deze situatie, ontstaan door de regels van de KNVB, werd echter beoordeeld als 'opzettelijk onder hun kunnen' presteren en leidde tot uitsluiting van nacompetitie.  Zodoende werd HSV veroordeeld tot puntenaftrek en eindigde de club als 5e.
Het seizoen 2018/2019 sloot de HSV wederom als 5e af in de tweede klasse. Vanwege de beslissing van de Foresters om vanaf het seizoen 2019/2020 op zaterdag te gaan voetballen, was dit voorlopig het laatste seizoen waarin de Heilooër derby gespeeld werd.
In het seizoen 2023/24 werd VV HSV kampioen van de Tweede klasse.

## Bekende HSV'ers
- John Beelen (oud-voetballer AZ)
- Mees Kaandorp (voetballer Almere City)
- Quinten Dekkers (voetballer Jong AZ)
- Mees Bakker (voetballer AZ)

## Competitieresultaten 1947–2018
| 4 4C |

| 9 4C |

| 8 4D |

| 3 4C |

| 2 4A |

| 3 4B |

| 1 4A |

| 6 3A |

| 10 3A |

| 7 3B |

| 5 3A |

| 11 3A |

| 8 3B |

| 12 3A |

| 1 4B |

| 11 3A |

| 8 3A |

| 4 3A |

| 5 3A |

| 4 3A |

| 5 3A |

| 6 3A |

| 2 3A |

| 2 3A |

| 10 3A |

| 2 3A |

| 6 3A |

| 7 3A |

| 4 3A |

| 2 3A |

| 1 3A |

| 9 2A |

| 5 2A |

| 10 2A |

| 11 2A |

| 10 3A |

| 7 3A |

| 4 3A |

| 3 3A |

| 4 3A |

| 7 3A |

| 7 3A |

| 10 3A |

| 12 3A |

| 1 4B |

| 5 3A |

| 5 3A |

| 1 3B |

| 11 2A |

| 2 3A |

| 3 3A |

| 3 3A |

| 5 3A |

| 4 3A |

| 7 2A |

| 7 2B |

| 5 2B |

| 6 2A |

| 3 2A |

| 12 2A |

| 5 3A |

| 6 3A |

| 6 3A |

| 2 3B |

| 14 2A |

| 12 3B |

| 3 4C |

| 1 4C |

| 8 3B |

| 2 3B |

| 1 3B |

| 5 2A |

| - 2A |

| Tweede klasse | Derde klasse | Vierde klasse |

In elke staaf van de grafiek staat van boven naar beneden vermeld: 
- Eindnotering

Dit is de positie die de club heeft bereikt in de competitie, zonder eventuele beslissings-, play-off- of nacompetitiewedstrijden die nodig zijn geweest om bijvoorbeeld de kampioen van de competitie te bepalen.
Indien een * achter het getal staat is de notering een tussenstand en kan het zijn dat de notering niet overeenkomt met de uiteindelijke eindstand van de competitie.
Staat er een - dan is het seizoen nog bezig en is er geen definitieve uitslag bekend.
Staat er xx op de positie van de notering, dan heeft de club vroegtijdig de competitie verlaten. Dit kan onder andere komen door terugtrekking van het team, faillissement van de club of door een uitgedeelde straf van de KNVB. In veel gevallen staat elders in het artikel de reden vermeld.
Staat er een ? dan is het resultaat uit het verleden onbekend, en is alleen de competitie of het niveau bekend van dat seizoen.
In de seizoenen 2019/20 en 2020/21 werd wegens de coronacrisis het amateurvoetbal afgebroken. Daardoor kennen deze staven geen eindklassering (middels -- weergegeven).
- Competitieniveau en afdelingsletter of Officiële eindstand Eredivisie
  - Competitieniveau en afdelingsletter

Hierbij geeft het getal het niveau weer, dat ook terug te vinden is in de legenda. De letter is de afdelingsaanduiding en wordt gebruikt wanneer er meer afdelingen zijn op hetzelfde niveau. De afdelingsletter is altijd een hoofdletter en wordt meestal zonder nummer gebruikt.
Voorbeeld: 2F is niveau 2e klasse competitie F.
Het competitieniveau en nummer wordt niet vermeld wanneer er slechts één competitie van dit niveau was.
  - Officiële eindstand Eredivisie (getal staat tussen haakjes vermeld)

Sinds de introductie van play-offwedstrijden voor Europees voetbal na afloop van de reguliere competitie in 2005/06, is de KNVB verplicht een eindstand van de Eredivisie door te geven aan de UEFA aan de hand van deze play-offwedstrijden.
Bij deze eindstand staan clubs die zich hebben gekwalificeerd voor Europees voetbal hoger dan clubs die zich niet wisten te kwalificeren. Indien er geen verschil was tussen de eindnotering en de officiële eindstand, staat dit getal niet vermeld.

- Onderafdeling

Hier staat afgekort de naam van de onderafdeling indien de club in dat jaar in een onderafdeling uitkwam. Tevens staat deze afkorting in de legenda en wordt gelinkt naar het artikel over deze onderafdeling. Deze afkorting wordt alleen vermeld wanneer de club in het verleden in verschillende onderafdelingen heeft gespeeld. Deze vermelding is in de staaf altijd in kleine letters. Deze onderafdelingen zijn na het seizoen 1995/96 afgeschaft. Heeft de club in slechts één onderafdeling gespeeld, dan is dit alleen terug te vinden in de legenda.
Onder de staaf staat het jaartal vermeld waarin het seizoen is afgesloten. 15 verwijst naar het seizoen 2014/15 of eventueel het seizoen 1914/15.
Wanneer een staaf leeg is, zijn deze gegevens niet bekend. Het kan ook zijn dat de club dat seizoen niet heeft meegespeeld op het hogere amateurniveau, vroegtijdig de competitie heeft verlaten of uit de competitie is gezet.

In het seizoen 1944/45 was er wegens de Tweede Wereldoorlog geen regulier competitievoetbal.